# Liste der Einträge im National Register of Historic Places im Dent County

Lage des Dent County in Missouri

Die Liste der Einträge im National Register of Historic Places im Dent County in Missouri führt die Bauwerke und historischen Stätten im Dent County auf, die in das National Register of Historic Places aufgenommen wurden.

## Legende
| NRHP | Historic Place    |
| HD   | Historic District |

## Aktuelle Einträge
| [ 3 ] | Name                                                        | Bild                   | Eintragsdatum        | Lage                                                                                | Ort                   | Beschreibung |
| ----- | ----------------------------------------------------------- | ---------------------- | -------------------- | ----------------------------------------------------------------------------------- | --------------------- | ------------ |
| 1     | Dam and Spillway in the Hatchery Area at Montauk State Park |                        | 1985 ID-Nr. 85000528 | Abseits der MO 119 37° 27′ 19″ N, 91° 41′ 5″ W                                      | Salem                 |              |
| 2     | Dent County Courthouse                                      | Dent County Courthouse | 1972 ID-Nr. 72000711 | Main Street Ecke 4th Street 37° 38′ 44″ N, 91° 32′ 8″ W                             | Salem                 |              |
| 3     | Lower Parker School                                         | Lower Parker School    | 1991 ID-Nr. 91000604 | Am Ostufer des Current River bei Parker Hollow 37° 26′ 22″ N, 91° 37′ 24″ W         | südwestlich von Salem |              |
| 4     | Montauk State Park Open Shelter                             |                        | 1985 ID-Nr. 85000529 | Abseits der MO 119 37° 27′ 1″ N, 91° 41′ 16″ W                                      | Salem                 |              |
| 5     | Nichols Farm District                                       | Nichols Farm District  | 1989 ID-Nr. 89002129 | Westlich der County Road V, Nördlich des Current River 37° 26′ 31″ N, 91° 37′ 13″ W | südwestlich von Salem |              |
| 6     | Nova Scotia Ironworks Historic District                     |                        | 2003 ID-Nr. 03000793 | Mark Twain National Forest 37° 30′ 47″ N, 91° 19′ 47″ W                             | Salem                 |              |
| 7     | Old Mill at Montauk State Park                              |                        | 1985 ID-Nr. 85001478 | Abseits der MO 119 37° 27′ 2″ N, 91° 41′ 0″ W                                       | Salem                 |              |
| 8     | W. A. Young House                                           |                        | 1989 ID-Nr. 88000147 | County Road 513 37° 37′ 2″ N, 91° 27′ 25″ W                                         | Salem                 |              |